# Myxoderma sacculatum
Myxoderma sacculatum är en sjöstjärneart som först beskrevs av Fisher 1905.  Myxoderma sacculatum ingår i släktet Myxoderma och familjen Zoroasteridae. Inga underarter finns listade i Catalogue of Life.